# 重庆市人民检察院
重庆市人民检察院是中华人民共和国直辖市重庆市的检察机关，现任检察长为贺恒扬。